# تحصیل گلستان
تحصیل گلستان (به انگلیسی: Gulistan Tehsil) یک تحصیل در پاکستان است که در ایالت بلوچستان واقع شده‌است.